# Comuna Novooleksandrivka, raionul Zaporijjea, regiunea Zaporijjea
Novooleksandrivka (în ucraineană Новоолександрівка) este o comună în raionul Zaporijjea, regiunea Zaporijjea, Ucraina, formată din satele Iuliivka, Novooleksandrivka (reședința) și Novoolenivka.

## Demografie
Componența lingvistică a comunei Novooleksandrivka
     Ucraineană (85,66%)
     Rusă (13,71%)
     Alte limbi (0,17%)
Conform recensământului din 2001, majoritatea populației comunei Novooleksandrivka era vorbitoare de ucraineană (85,66%), existând în minoritate și vorbitori de rusă (13,71%).